# خط طول 51° شرق
خط طول 51° شرق هو أحد خطوط الطول الجغرافية، والتي تمتد من القطب الشمالي الجغرافي إلى القطب الجنوبي الجغرافي، وحسب التحويل الزمني يتقدم خط طول 51° شرق عن خط غرينتش بـ3 ساعات و24 دقيقة.

## من القطب إلى القطب
ينطلق خط طول 51° شرق من القطب الشمالي نحو القطب الجنوبي مرورا بالمناطق التي ترد في الجدول التالي:
| الإحداثيات                         | البلد أو الإقليم أو البحر | ملاحظات                                                                                              |
| ---------------------------------- | ------------------------- | --- |
| 90°0′N 51°0′E / 90.000°N 51.000°E  | المحيط المتجمد الشمالي    | |
| 81°9′N 51°0′E / 81.150°N 51.000°E  | روسيا                     | Arthur Island, أرخبيل فرنسوا جوزيف                                                                   |
| 81°6′N 51°0′E / 81.100°N 51.000°E  | بحر بارنتس                | |
| 80°52′N 51°0′E / 80.867°N 51.000°E | روسيا                     | جزيرة زيمليا جورجا, أرخبيل فرنسوا جوزيف                                                              |
| 80°33′N 51°0′E / 80.550°N 51.000°E | بحر بارنتس                | |
| 80°6′N 51°0′E / 80.100°N 51.000°E  | روسيا                     | جزيرة نورثبروك [لغات أخرى]‏, أرخبيل فرنسوا جوزيف                                                      |
| 79°55′N 51°0′E / 79.917°N 51.000°E | بحر بارنتس                | |
| 68°28′N 51°0′E / 68.467°N 51.000°E | روسيا                     | |
| 51°41′N 51°0′E / 51.683°N 51.000°E | كازاخستان                 | |
| 46°56′N 51°0′E / 46.933°N 51.000°E | بحر قزوين                 | |
| 45°0′N 51°0′E / 45.000°N 51.000°E  | كازاخستان                 | Mangyshlak Peninsula                                                                                 |
| 44°49′N 51°0′E / 44.817°N 51.000°E | بحر قزوين                 | Mangyshlak Bay                                                                                       |
| 44°31′N 51°0′E / 44.517°N 51.000°E | كازاخستان                 | Mangyshlak Peninsula                                                                                 |
| 43°54′N 51°0′E / 43.900°N 51.000°E | بحر قزوين                 | |
| 36°46′N 51°0′E / 36.767°N 51.000°E | إيران                     | |
| 28°51′N 51°0′E / 28.850°N 51.000°E | الخليج العربي             | |
| 25°59′N 51°0′E / 25.983°N 51.000°E | قطر                       | |
| 24°35′N 51°0′E / 24.583°N 51.000°E | السعودية                  | |
| 18°47′N 51°0′E / 18.783°N 51.000°E | اليمن                     | |
| 15°8′N 51°0′E / 15.133°N 51.000°E  | المحيط الهندي             | خليج عدن                                                                                             |
| 11°54′N 51°0′E / 11.900°N 51.000°E | الصومال                   | |
| 10°22′N 51°0′E / 10.367°N 51.000°E | المحيط الهندي             | |
| 9°13′S 51°0′E / 9.217°S 51.000°E   | سيشل                      | Providence Atoll                                                                                     |
| 9°32′S 51°0′E / 9.533°S 51.000°E   | المحيط الهندي             | مرورا بغرب Farquhar Atoll, سيشل · Passing between the جزر كروزيت, أراض فرنسية جنوبية وأنتارتيكية     |
| 60°0′S 51°0′E / 60.000°S 51.000°E  | المحيط الجنوبي            | |
| 66°16′S 51°0′E / 66.267°S 51.000°E | القارة القطبية الجنوبية   | الإقليم الأسترالي في القارة القطبية الجنوبية, المطالب الإقليمية بالقارة القطبية الجنوبية by أستراليا |